# Mallrat
Mallrat, pseudonimo di Grace Kathleen Elizabeth Shaw (Brisbane, 25 settembre 1998), è una cantante e rapper australiana.

## Biografia
Nel 2017 Mallrat si è esibita al Splendour in the Grass ed ha aperto concerti per i Peking Duk. Nel 2018 ha pubblicato l’EP In the Sky, promosso dai singoli Better, UFO e Groceries: i primi due sono stati certificati disco d’oro in Australia grazie a 35 000 copie vendute a testa, mentre il terzo ha raggiunto la 57ª posizione della ARIA Singles Chart, venendo poi certificato disco di platino in Australia grazie a 70 000 copie distribuite nel paese. Tra il 2018 e il 2019 ha accompagnato Maggie Rogers nel suo Heard It in a Past Life World Tour.
Nel 2019 è uscito il singolo Nobody's Home, certificato disco d'oro in madrepatria, e si è imbarcata per un tour nazionale. Ad agosto 2019 è uscito l'EP Driving Music, che ha raggiunto la 10ª posizione nella ARIA Albums Chart; il singolo Charlie si è piazzato in 50ª posizione in Australia, dove è stato certificato disco di platino. Agli MTV Europe Music Awards 2019 la cantante ha ricevuto una candidatura nella categoria Miglior artista australiano.
Nel 2022 Mallrat pubblica il suo primo album in studio Butterfly Blue, il cui processo creativo era iniziato nel 2020. Dall'album vengono estratti i singoli Your Love, Teeth e Surpise Me, quest'ultimo in collaborazione con Azealia Banks. Il progetto si posiziona alla sesta posizione della classifica australiana. Sempre nel 2022 collabora con i Chainsmokers nel singolo Wish on an Eyelash, Pt. 2.

## Discografia

### Album in studio
- 2022 – Butterfly Blue
- 2025 – Light Hit My Face like a Straight Right

### EP
- 2016 – Uninvited
- 2018 – In the Sky
- 2019 – Driving Music

### Singoli

#### Come artista principale
- 2015 – Suicide Blonde
- 2015 – Sunglasses
- 2016 – Inside Voices
- 2016 – For Real
- 2017 – Better
- 2018 – UFO
- 2018 – Groceries
- 2019 – Nobody's Home
- 2019 – Charlie
- 2020 – Break Me Down (con Cub Sport; Northeast Party House remix)
- 2020 – Rockstar
- 2022 – Your Love
- 2022 – Teeth
- 2022 – Surprise Me (feat. Azealia Banks)
- 2022 – Wish on an Eyelash, Pt. 2 (con The Chainsmokers)

## Come artista ospite
- 2016 – Get Money! (E^ST feat. Mallrat)
- 2017 – Rush Hour (Oh Boy feat. Mallrat)
- 2017 – Shoulders (Golden Vessel feat. Elkkle e Mallrat)